# Marcilly-lès-Vitteaux
Marcilly-lès-Vitteaux – miejscowość i gmina we Francji, w regionie Burgundia-Franche-Comté, w departamencie Côte-d’Or.
Według danych na rok 1990 gminę zamieszkiwało 85 osób, a gęstość zaludnienia wynosiła 10 osób/km² (wśród 2044 gmin Burgundii Marcilly-lès-Vitteaux plasuje się na 825. miejscu pod względem liczby ludności, natomiast pod względem powierzchni na miejscu 1015.).